# Erin Boyes
Erin Kathleen Boyes (* in Vancouver, British Columbia) ist eine kanadische Schauspielerin.

## Leben
Boyes hat drei jüngere Geschwister, einen Bruder und zwei Schwestern. Als sie fünf Jahre alt war, zog die Familie in den US-Bundesstaat Delaware, wo sie 18 Jahre lang lebte. Ihre Eltern schrieben sie in verschiedene Schauspiel- und Modelkurse in Philadelphia ein. Von der sechsten bis zur 12. Klasse besuchte sie eine Kunstschule mit Schwerpunkt Theater und den Nebenfächern Tanz und Gesang. Nach ihrem Abschluss studierte sie Wissenschaft und Psychologie in Philadelphia, verreiste allerdings mehrfach in der Woche, um bei Casting-Agenturen vorzusprechen und Schauspielkurse wahrzunehmen.
Seit Mitte der 2000er Jahre ist sie als Filmschauspielerin tätig. Ihr Fokus liegt dabei auf Kurzfilme. 2010 übernahm sie eine größere Rolle in dem Horrorfernsehfilm Der Dämon – Im Bann des Goblin. Des Weiteren wirkte sie als Episodendarstellerin in Fernsehserien wie Shattered, Smallville, Motive oder Van Helsing mit.

## Filmografie
- 2006: Die Super-Ex (My Super Ex-Girlfriend)
- 2007: Kayfabe
- 2007: Secrets (Kurzfilm)
- 2007: Married Life
- 2008: Soylent Red (Kurzfilm)
- 2008: Afterbirth (Kurzfilm)
- 2008: A Season to Wither (Kurzfilm)
- 2008: Nomansland (Kurzfilm)
- 2008: Que Sera (Kurzfilm)
- 2010: The Twilight Saga: New Moon Deleted Scenes (Kurzfilm)
- 2010: Der Dämon – Im Bann des Goblin (Goblin) (Fernsehfilm)
- 2010: Concrete Canyons (Fernsehfilm)
- 2010: Shattered (Fernsehserie, Episode 1x08)
- 2010: Smallville (Fernsehserie, Episode 10x11)
- 2010: The Wyoming Story (Fernsehfilm)
- 2011: Touch (Kurzfilm)
- 2012: Terminal Retribution (Kurzfilm)
- 2012: Swords & Words (Kurzfilm)
- 2013: Under the Bridge of Fear (Kurzfilm)
- 2013: So Awkward (Fernsehserie, 2 Episoden)
- 2013: Nina (Kurzfilm)
- 2014: Tabloid (Fernsehserie, Episode 1x04)
- 2014: Unsullied
- 2014: Last Curtain Call
- 2015: Fruitcake (Kurzfilm)
- 2015: Twilight Storytellers: The Mary Alice Brandon File (Kurzfilm)
- 2015: Pay the Ghost
- 2015: As I Like Her (Kurzfilm)
- 2016: Pregnant at 17 (Fernsehfilm)
- 2016: Motive (Fernsehserie, Episode 4x12)
- 2016: I Am the Pretty Thing That Lives in the House
- 2016: Mein Fake-Date (The Mistletoe Promise) (Fernsehfilm)
- 2017: Aurora Teagarden Mysteries (Fernsehserie, Episode 1x05)
- 2017: Dissecting Gwen (Kurzfilm)
- 2017: Garage Sale Mysteries (Fernsehserie, Episode 1x10)
- 2017: Miss Christmas (Fernsehfilm)
- 2017: The Christmas Snowman (Kurzfilm)
- 2017: Van Helsing (Fernsehserie, Episode 2x09)
- 2018: Marrying Mr. Darcy (Fernsehfilm)
- 2018: The Man in the High Castle (Fernsehserie, Episode 3x05)
- 2020: Nature of Love (Fernsehfilm)
- 2020: Cranberry Christmas (Fernsehfilm)
- 2021: Love at the Ranch (Fernsehfilm)
- 2021: Waking Up to Danger (Fernsehfilm)
- 2021: The Christmas Book (Fernsehfilm)
- 2021: Joy for Christmas (Fernsehfilm)
- 2022: Dying for Chocolate – A Curious Caterer Mystery (Fernsehfilm)
- 2022: The Week They Won
- 2023: Meet My Mother (Fernsehfilm)
- 2023: It’s a Wonderful Knife
- 2024: Longlegs
- 2024: Deadly Wives Club
- 2024: Poison Purr Babies (Kurzfilm)
- 2024: Happy Holidays from Cherry Lane (Fernsehfilm)

## Synchronisation
- 2005: Law & Order: Criminal Intent (Videospiel)